# Megachile subcingulata
Megachile subcingulata är en biart som beskrevs av Jesus Santiago Moure 1945. Megachile subcingulata ingår i släktet tapetserarbin, och familjen buksamlarbin. Inga underarter finns listade i Catalogue of Life.